# Vタウン長良店
バロー長良店（バローながらてん）とは、岐阜県岐阜市長良東にあるショッピングセンター。
1997年（平成9年）11月13日開業。

## 概要
バロー長良店を核店舗とするショッピングセンター。
以前は「Vタウン長良店」という名称のショッピングセンターであったが、2023年に外観などのリニューアル工事を行ったのち「Vタウン」の名称は廃止された。
Vタウン時代から近隣では、単にバローと言われる場合が多く、Vタウンと呼ばれることは少なかった。

## 主なテナント
- スパークル（クリーニング＆コインランドリー）
- 北欧倶楽部
- あかのれん
- デューポイント
- ソフトバンク
- スガキヤ
- ヤマダデンキ
- kiitos

など

## 開業当時とリニューアル
1997年開業当時は、フジヤホームセンター（現ホームセンターバロー）、スーパーマーケットバロー、ヤマダ電機テックランド岐阜長良店、服部家具センターという店舗構成であった。
またフジヤホームセンターは南側（現在のスーパーマーケットの位置）、スーパーマーケットは北側（現在のあかのれんの位置）にあった。
その後2005年（平成17年）11月19日に大幅なリニューアルが行われ、その際にフジヤホームセンターが閉店し、スーパーマーケットが現在の位置に移転、さらにあかのれんが旧スーパーマーケットの位置にオープンした。
2012年10月28日には開業以来入居していた2階テナントの服部家具センターが閉店、その後同年11月23日には服部家具センターの跡地を使ってヤマダ電機が増床し、リニューアルされた。
2015年10月16日には再度テナント2階のヤマダ電機が改装され、リニューアルオープンされた。
前述の通り、2023年秋には外装工事を伴うリニューアルが行われ、その際に「Vタウン」の名称を廃止した。

## 交通

### 自動車
- 岐阜県道77号岐阜環状線 長良東1、長良東2交差点

### 公共交通機関
- 岐阜バスN40系統 おぶさ墨俣線 「長良東」下車 徒歩すぐ（※ただし本数は少なめ）
- N41系統おぶさ墨俣線・C31系統 忠節長良線「長良堀田」下車 徒歩7分
- 岐阜市コミュニティバス「ながらうかいバス」・「ひのっこバス」「バロー長良店」下車 徒歩すぐ